# Хирт, Алоис
Алоис Хирт, также Гирт (нем. Aloys Hirt, 27 июня 1759, Бехла, Хюфинген — 29 июня 1837, Берлин) — немецкий историк искусства и археолог, исследователь древнегреческой и древнеримской архитектуры. Он был первым профессором археологии в Берлинском университете, соучредителем Берлинских музеев и Берлинской строительной академии в 1799 году.

## Биография
Хирт родился в преуспевающей крестьянской семье в селении Бехла недалеко от Хюфингена в Швабском регионе Баар (Baar). Он посещал среднюю школу (Gymnasium) в Виллингене (Баден-Вюртемберг), в которой преподавали монахи-бенедиктинцы. После скоропостижной кончины возлюбленной своего детства он на некоторое время ушёл в монастырь. Позднее, с 1778 года, изучал философию в университете Нанси, а с 1779 — право во Фрайбургском университете. Затем, в том же 1779 году, он переехал в Вену, где изучал классическую филологию в Венском университете.
Со временем Хирт, всё более и более интересуясь искусством, принял решение оставить учёбу и отправиться в Италию. В 1782 году он переехал в Рим и до 1796 года жил в Италии, посетив Венецию, Флоренцию, Неаполь и Сицилию. Его интерес к искусству возрос после того после того, как он прочитал работы И. И. Винкельмана и познакомился с произведениями искусства в Италии. В Италии Хирт работал археологом, а с 1785 года пользовался авторитетом как опытный и знающий чичероне (путеводитель). Среди его клиентов были И. В. Гёте, И. Г. Гердер, архитектор Ф. В. фон Эрдмансдорф, маркграфиня Луиза Бранденбург-Шведтская, принц Николай II, князь Эстерхази, герцогиня Анна Амалия Брауншвейгская, графиня Вильгельмина фон Лихтенау, или «прусская Помпадур», знаменитая фаворитка прусского короля Фридриха Вильгельма II.
Алоис Хирт сблизился с немецкой эмигрантской общиной в Риме. В 1791 году, в Риме он опубликовал на итальянском языке трактат «Историко-архитектурные наблюдения над Пантеоном» (Osservazioni istorico-architettoniche sopra il Panteon). В 1794 года получил титул княжеского веймарского советника (Fürstlich Weimarischen Rates).
Вероятно, из-за наполеоновских войн Хирт в 1796 году вернулся в Германию и при поддержке графини фон Лихтенау стал членом Королевского прусского совета (Königlich Preußischer Rat), Академии наук и искусств (Akademien der Wissenschaften und der Künste) в Берлине. Он разработал планы создания музея из художественных фондов королевской семьи, что в конечном итоге привело к созданию Старого музея в Берлине. Он инициировал создание Берлинской строительной академии в 1799 году и преподавал там историю архитектуры. Среди его учеников были Карл Фридрих Шинкель, Кристиан Даниэль Раух, Фридрих Вейнбреннер.
С основанием Берлинского университета в 1810 году Хирт стал профессором археологии. С 1820-х годов его теоретические взгляды и преподавательские методы подвергали критике, их считали слишком субъективными и даже ненаучными. Тем не менее Алоис Хирт надолго сохранил свое влияние при дворе. По мере того, как с 1830-х годов его здоровье ухудшалось, он всё более уходил от общественной жизни.

## Теоретические взгляды и научное творчество
В 1809 году Хирт опубликовал свой главный труд «Архитектура, основанная на правилах древности» (Die Baukunst nach den Grundsätzen der Alten), в котором отстаивал неоклассицизм в современной архитектуре. В том же году Хирт присоединился к интеллектуальному «Неузаконенному обществу Берлина» (Gesetzlose Gesellschaft zu Berlin). Неоклассические идеи Хирта в своей архитектурной школе в Карлсруэ проповедовал его ученик Фридрих Вейнбреннер.
Вместе с тем в жизни и творчестве Хирта очевидна эволюция взглядов: от классицизма к романтизму. В журнале Ф. Шиллера «Оры» (Die Horen) он объявил «характерное», индивидуально значимое главным принципом своей эстетики. Взгляды на архитектуру как основу для всего изобразительного искусства, которые он разделял со своим коллегой Георгом Вильгельмом Фридрихом Гегелем, Хирт изложил в капитальных произведениях: «История архитектуры у древних» (Die Geschichte der Baukunst bei den Alten) и «История изобразительных искусств у древних» (Die Geschichte der bildenden Künste bei den Alten). Несмотря на некоторые ошибочные суждения, энциклопедический, систематический и историцистский метод Гирта оставался преобладающим в истории искусства XIX века до Первой мировой войны.
В 1815 году произведения искусства, присвоенные Наполеоном и вывезенные им из Пруссии для создания музея в Париже, были возвращены и выставлены для обозрения в Академии художеств. Король Фридрих решил реализовать идею Наполеона, организовав свой музей в Берлине. Хирт был членом комитета, назначенного Фридрихом для этой цели, но против его кандидатуры выступили молодые студенты, в будущем знаменитые историки искусства: Карл Фридрих фон Румор и Густав Фридрих Вааген. Если А. Хирт утверждал, что музей создан прежде всего для любования прекрасным, то молодые критики утверждали, что в музее должны быть представлены только значимые произведения, отражающие основные закономерности развития искусства.
Эта дискуссия подробно описана в брошюре Г. Ф. Ваагена 1828 года, её автор доказывал, что главный критерий — художественное качество, соответственно в музее должны быть выставлены только лучшие или самые репрезентативные произведения искусства каждой эпохи. Не согласившись с этим, Хирт в конце концов покинул комитет.
Концепция Хирта в отношении неоклассической архитектуры также подверглась критике, в основном Генрихом Юбшем, учеником школы Вейнбреннера из Карлсруэ, в книге «В каком стиле мы должны строить?» (In welchem Style sollen Wir bauen?, 1828).
В 1830 году Алоис Хирт был в числе исследователей картины «Дармштадтская Мадонна» (Darmstädter Madonna), также «Мадонна бургомистра Мейера» (Madonna des Bürgermeisters Meyer), работы выдающегося немецкого художника Ганса Гольбейна-младшего, написанной в 1526 году в Базеле (в то время называемую Берлинской Мадонной). Его мнение было критичным в отношении авторства, что вызвало дискуссию на так называемом «съезде Гольбейна», состоявшемся в 1871 году.
Значение Хирта в истории искусства, искусствознания и музейного дела велико. Несмотря на бегство из музейного комитета, здание, спроектированное его учеником Шинкелем и построенное в Берлине в 1822—1830 годах, известное как Старый музей, было результатом совместных усилий Гирта и Ваагена. Алоис Хирт был одним из первых, кто предложил экспонировать картины в хронологическом порядке (по академической традиции XVIII века их группировали по жанрам), идея, которую он, возможно, почерпнул из устройства Императорской галереи в Вене. Его книга «История архитектуры у древних» сыграла важную роль в движении «классического возрождения» в Германии и Европе. И. В. Гёте создал образ Алоиса Хирта в своей новелле 1799 года «Der Sammler und die Seinigen».

## Основные работы
- «История архитектуры у древних» (Die Geschichte der Baukunst bei der Alten. 3 vols. Berlin: G. Reimer) 1821—1827
- «История изобразительных искусств у древних» (Die Geschichte der bildenden Künste bei den Alten. Berlin: Duncker und Humblot) 1833
- «Иллюстрированная книга по мифологии, археологии и искусству» (Bilderbuch für Mythologie, Archäologie und Kunst. 2 vols. Berlin: In Commission bey I. D. Sander) 1805—1816
- «Храм Дианы в Эфесе» (Der Tempel der Diana zu Ephesus. Berlin: J. F. Weiss) 1809
- «Архитектура, основанная на правилах древности» (Die Baukunst nach den Grundsätzen der Alten. Berlin: In der Realschulbuchhandlung) 1809
- «Историко-архитектурные наблюдения над Пантеоном» (Osservazioni istorico-architettoniche sopra il Panteon. Rome: Pagliarini) 1791
- «Замечания об искусстве при поездке через Виттенберг и Майсен в Дрезден и Прагу» (Kunstbemerkungen auf einer Reise über Wittenberg und Meissen nach Dresden und Prag. Berlin: Verlag von Duncker & Humblot) 1830
- «Учение о постройках у греков и римлян» (Die Lehre der Gebäude bei den Griechen und Römern. Berlin: Reimer) 1827
- «О египетских пирамидах в целом и об их строительстве в частности» (Von den ägyptischen Pyramiden überhaupt, und von ihrem Baue insbesondere. Berlin: G. C. Nauck) 1815
- «Генрих Гюбш о греческой архитектуре» (Heinrich Hübsch über griechische Baukunst, dargestellt. Berlin: s.n.) 1823
- «О постройках Ирода Великого в целом и о его храмовом строительстве в Иерусалиме в частности» (Ueber die Baue Herodes des Grossen überhaupt, und über seinen Tempelbau zu Jerusalem ins besondere. Akademie der Wissenschaften, Berlin. Historisch-philologische Klasse) 1816—1817
- «Об изображении обнажённой натуры в древности» (Ueber die Bildung des Nackten bei den Alten. Abhandlungen der Königlichen Akademie der Wissenschaften in Berlin 7) 1820—1821

«Ueber die Gegenstände der Kunst bei den Aegyptern.» Abhandlungen der Königlichen Akademie der Wissenschaften in Berlin 7 (1820-21):115-174.